# 4898 Нісіідзумі
4898 Нісіідзумі (4898 Nishiizumi) — астероїд головного поясу, відкритий 19 березня 1988 року.
Тіссеранів параметр щодо Юпітера — 3,821.
Названо на честь Нісіідзумі (яп. にしいずみ(西泉) нісіідзумі)